# Möbelfabrik Hengst (Pirna)

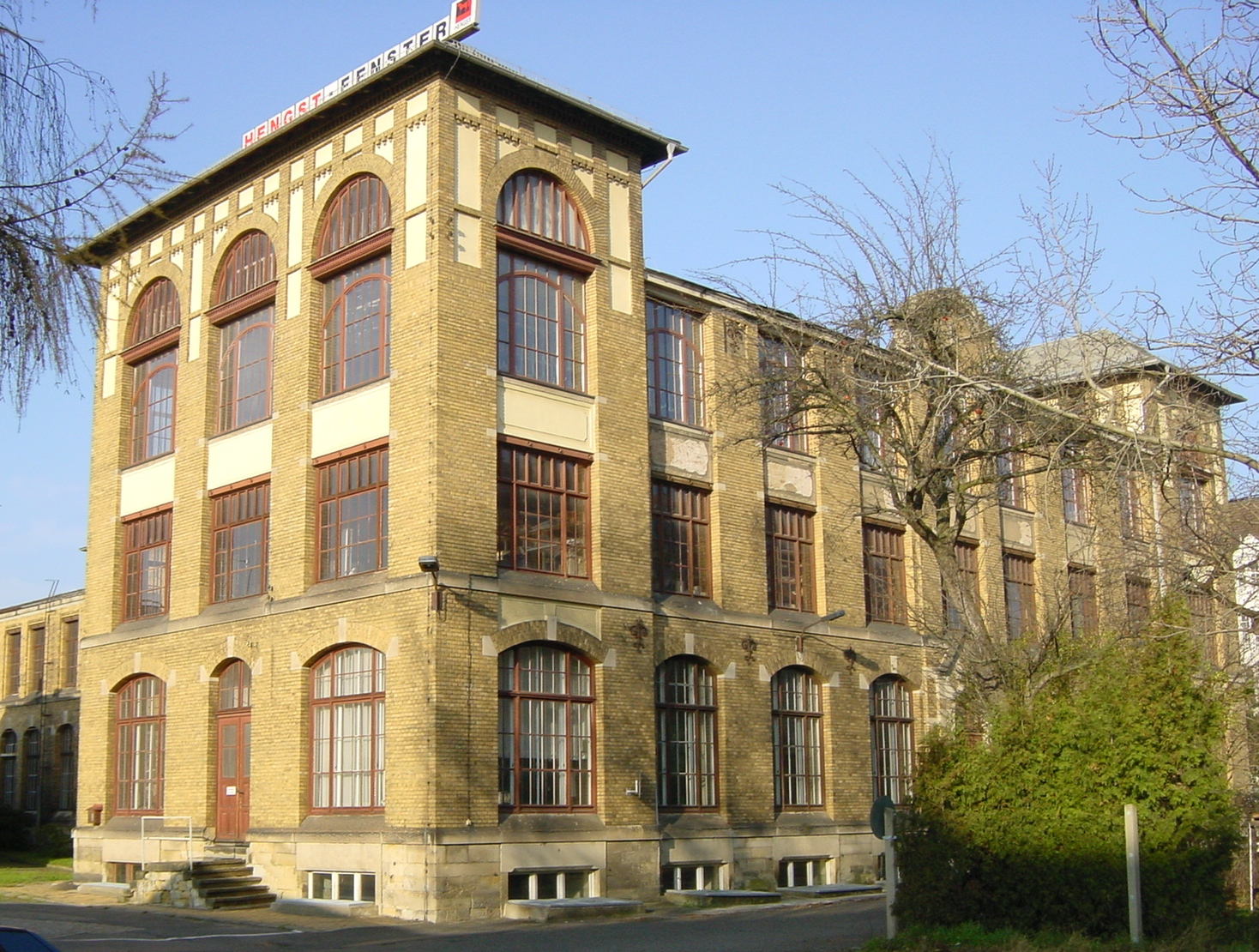
Hauptgebäude der Holzindustrie Pirna Friedrich Hengst GmbH (Aufnahme von 2007, Zustand vor der Sanierung zu Wohnzwecken)

Die Möbelfabrik Hengst, später Holzindustrie Pirna Friedrich Hengst GmbH, war ein deutsches Unternehmen in der Stadt Pirna, das von 1869 bis 2007 im Bereich der Holzverarbeitung und des Möbelbaus tätig war. Die ab 1898 erbaute Fabrikanlage an der Maxim-Gorki-Straße in der Pirnaer Westvorstadt ist teilweise erhalten und steht unter Denkmalschutz. Sie wird seit 2020 zu Wohnzwecken genutzt.

## Geschichte
Die Möbelfabrik ging aus einer bereits 1435 erwähnten Brettmühle hervor, die auch unter den Bezeichnungen Schindlers Mühle, Pretzschens große Mühle, Funtes große Mühle, Plenzmühle und Schönbornmühle bekannt war. Friedrich Hengst erlangte 1869 die Genehmigung zur Ausübung des Tischlerhandwerks. Seine erste Tischlerwerkstatt befand sich noch mitten in der Pirnaer Altstadt, Schuhgasse 13. Aufgrund der gut gehenden Geschäfte konnte Hengst sein Unternehmen stetig erweitern. Im Jahre 1872 kaufte er das Grundstück Schloßstraße 8 und konnte in der großen Werkstatt einer ehemaligen Druckerei umfangreichere Aufträge annehmen. 1880 ließ er die auf dem Grundstück gelegenen Räume der damaligen Vorschussbank zum ersten Möbelausstellungsraum in Pirna umbauen. An der Gartenstraße gegenüber der Post wurde ein großer Holzlagerplatz eingerichtet.
Zur Unterstützung der Arbeiter wurden im Jahr 1890 die ersten Holzbearbeitungsmaschinen Pirnas einschließlich Dampfmaschine und Kessel aufgestellt. Aufgrund der erforderlichen und umfangreichen Umbauarbeiten fiel massenweise Schutt an. Dieser wurde unter anderem als Untergrund beim Bau der Gartenstraße verwendet. Noch im selben Jahr kaufte Hengst ein rund 2,2 Hektar großes Feldgrundstück an der Dresdner Straße. Hier wurde ein neuer Holzlagerplatz eingerichtet. Der bestehende Lagerplatz auf der Gartenstraße wurde aufgegeben.
Zusammen mit dem Baumeister Kemnitzer und der Firma Otto Schmidt Sandsteinindustrie kaufte Hengst im Jahr 1897 das an der Maxim-Gorki-Straße in der Westvorstadt gelegene Mühlengrundstück. Davon wurden Grundstücke ausparzelliert für:
- Schleifsteinwerke Pirna,
- Wohnhaus Gottsche,
- Gebäude der Reichsbank-Nebenstelle Pirna (später durch die Gewerbebank genutzt)
- sowie weitere Wohngrundstücke.

Unter Verschmelzung mit dem bereits 1890 gekauften Feldgrundstück an der Dresdner Straße und der Verwertung der vorhandenen Wasserkraft konnte ab 1899 mit dem Bau einer Fabrikanlage begonnen werden. Diese wurde auf Basis von Entwürfen, die Friedrich Hengst und seine beiden Söhne selbst erstellten, von dem Leipziger Bauingenieur Paul Ranft geplant und gebaut. Weiterhin wurden verschiedene Holzbearbeitungsmaschinen, eine Dampfmaschine mit Kessel und Turbine, eine Exhaustor-Anlage sowie eine Aufzugsanlage eingebaut.
Im Jahr 1900 bezog das Unternehmen dann den endgültigen Stammsitz an der Maxim-Gorki-Straße und wurde in Holzindustrie Pirna Friedrich Hengst GmbH umbenannt. Neben Fenstern und Türen wurden auch Ladeneinbauten und Inneneinrichtungen hergestellt. In Pirna wurden alle Neubauten für die Behörden sowie das Hospital und Krankenhaus ausgeführt. Weitere größere Arbeiten waren zum Beispiel der Ausbau der Heilstätte Gottleuba, das Finanzministerium, das Ständehaus, der Hauptbahnhof und Neubauten der Technischen Hochschule in Dresden. In Leipzig wurden Arbeiten für den Hauptbahnhof, eine Pianofortefabrik und verschiedene Universitätsgebäude, in Freiberg für die Bergakademie, in Berlin für das Postscheckamt und für zahlreiche Staatsbauten in Hamburg ausgeführt. Insgesamt etwa 40 Kirchen wurden mit Bänken, Türen und Emporenbrüstungen versehen sowie Decken- und andere Tischlereiarbeiten ausgeführt.

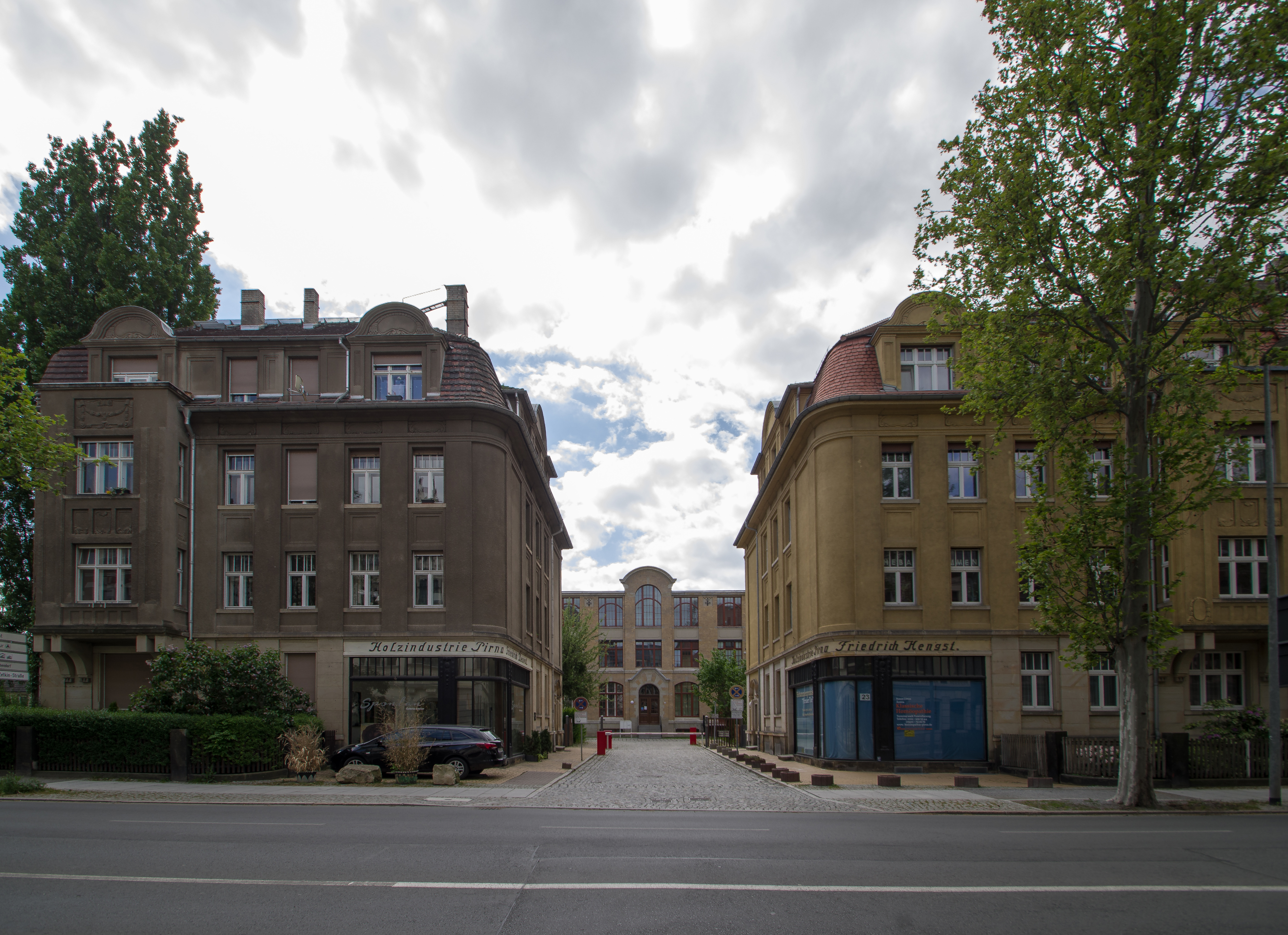
Zufahrtsbereich mit den beiden 1913 errichteten Geschäftshäusern mit Ausstellungsräumen (Aufnahme von 2021)

Der schon länger gefasste Plan, am Eingang des Fabrikgeländes an der Maxim-Gorki-Straße zwei Geschäftshäuser mit Ausstellungsräumen zu errichten, kam 1913 zur Ausführung. Im selben Jahr wurde auch das Grundstück an der Gartenstraße verkauft. Im folgenden Jahr wurde eine Gleisanlage zum Transport des Holzes im Fabrikgelände geschaffen. Ein geplanter Anschluss an die Gleisanlage der Staatsbahn ließ sich nicht verwirklichen.
Der Erste Weltkrieg brachte große Schwierigkeiten für das Unternehmen mit sich. Von den zu Kriegsbeginn beschäftigten 104 Mitarbeitern mussten insgesamt 55 zum Militär, sieben davon fielen im Laufe des Krieges. Ein Jahr nach Ende des Krieges waren aber schon wieder insgesamt 105 Mann beschäftigt. 1921 schied Friedrich Hengst altersbedingt aus der Unternehmensleitung aus, die seine beiden Söhne Max und Richard übernahmen. Am 5. Januar 1925 verstarb schließlich der Gründer. Neben den zahlreichen Arbeitern (1929 waren 110 Angestellte beschäftigt) wurden auch moderne Holzbearbeitungsmaschinen eingesetzt. Fast alle Maschinen hatten elektrischen Antrieb mit Anschluss an die öffentliche Stromversorgung, so dass die Wasserturbine und die Dampfmaschine immer mehr in den Hintergrund traten. In Zusammenarbeit mit Architekten und Baugeschäften wurden Fenster, Türen und hochwertige Inneneinrichtungen hergestellt, unter anderem für die Bastei, für die Oberpostdirektion Dresden und andere Postdienstgebäude in Meißen und Berlin, für die Bahnhöfe in Stadt Wehlen, Bad Schandau, Großsedlitz, Heidenau und Pirna, die Stadtsparkasse Pirna, für Bauten auf der Internationalen Hygieneausstellung 1930 in Dresden, für das Schloss Pillnitz und für die Reichsbank in Berlin.
Im Jahr 1930 zeichnete sich auch in Pirna die Weltwirtschaftskrise ab. Infolge Auftragsmangels schrumpfte die Belegschaft in den Jahren von 1930 bis 1933 auf teilweise nur noch 13 Mann. Um arbeitslosen Kollegen wenigstens von Zeit zu Zeit ein Auskommen bieten zu können, wurden in Abstimmung mit dem Betriebsrat die im Betrieb arbeitenden nach bestimmten Zeitabschnitten ausgewechselt. Erst nach 1933 trat eine gewisse Belebung der Bauwirtschaft ein und auch der Möbelverkauf wurde wieder umfangreicher. Bis zum Beginn des Zweiten Weltkriegs waren wieder ca. 90 Arbeitskräfte beschäftigt. Während des Zweiten Weltkriegs stellte das Unternehmen auch Munitionskisten her.
Nach Kriegsende wurde der Betrieb mit etwa 50 Arbeitern wieder aufgenommen. Von Juli bis November 1945 erfolgte die nahezu vollständige Demontage der Maschinen der Fabrik, diese gingen als Reparationsleistungen an die Sowjetunion. Der wirtschaftliche Neubeginn für das Familienunternehmen gestaltete sich schwierig. In den ersten Jahren mangelte es nicht nur an Holz und Baumaterialien, sondern auch an Maschinen und Ersatzteilen. So wurden z. B. Feuerwehrschläuche als Treibriemen benutzt und von befreundeten Unternehmen leihweise alte Maschinen zur Produktion eingesetzt. Über den Winter 1945/1946 musste ohne Heizung gearbeitet werden, erst ab Herbst 1946 konnte die Heizanlage wieder in Betrieb genommen werden. Erst im Verlauf der Jahre konnten die erforderlichen Holzbearbeitungsmaschinen wieder beschafft werden.
Aufgrund der Kriegszerstörungen insbesondere im benachbarten Dresden mangelte es jedoch nicht an Aufträgen. Die Firma Hengst lieferte im Zuge des Wiederaufbaus u. a. Fenster, Türen und Innenausstattungen für den Zwinger, die Katholische Hofkirche, die Semperoper, das Japanische Palais, das Landhaus und die Neubauten am Altmarkt.
Ab etwa 1948 normalisierte sich der Produktionsbetrieb und die Belegschaft wuchs von 50 Mann im Jahr 1946 auf 82 im Jahr 1952 an. Der Umsatz konnte von 400.000 Mark im Jahr 1946 auf 900.000 Mark im Jahr 1959 gesteigert werden.
Seit den 1960er Jahren konzentrierte sich die Firma Hengst auf die serienmäßige Herstellung von Fenstern und Türen und fertigte ab 1970 nur noch in größeren Serien. Bereits seit 1961 agierte der Staat als Teilhaber des Familienunternehmens. Im Frühjahr 1972 erfolgte dann die komplette Verstaatlichung. Vier Jahre später (1976) wurde der Betrieb als selbständige Einheit in das Kombinat Hoch- und Tiefbau Pirna eingegliedert. Im Lauf der Zeit wurde das Kastenfenster vom Verbundfenster abgelöst und Ende der 1960er Jahre wurde mit der Produktion von Thermofenstern begonnen. 1969 produzierte die Holzindustrie Pirna Fenster im Wert von ca. 1,5 Mio. Mark.
Nach der Wende konnte der Betrieb im Juli 1990 rasch reprivatisiert werden. Aufgrund der guten Auftragslage in den Nachwendejahren konnte die Mitarbeiterzahl stetig von 65 (1990) auf 105 (2000) erhöht werden. In den Folgejahren kam es jedoch zu drastischen Auftragseinbrüchen. Ende 2003 musste das Unternehmen wegen zu geringer Auftragslage eine erste Insolvenz anmelden. 2007 folgte mit der zweiten Insolvenzanmeldung die endgültige Stilllegung der Produktion.
Das Hauptgebäude der Fabrik wurde zwischen 2018 und 2020 für Wohnzwecke umgebaut. Dabei entstanden 42 Wohneinheiten. Die Umbaukosten beliefen sich auf ca. 4,8 Millionen €. Lager, Silo und Anlieferung des alten Industrieareals wurden abgebrochen, während der große Schornstein erhalten blieb.

## Chronologie
- 1869 – Genehmigung zur Ausübung des Tischlerhandwerks
- 1872 – Kauf des Grundstücks Schloßstraße 8 und Errichtung einer Werkstatt
- 1880 – Aufbau eines Möbelausstellungsraums
- 1890 – Aufstellung der ersten Holzbearbeitungsmaschinen, Kauf des Feldgrundstücks an der Dresdner Straße
- 1897 – Kauf des Grundstücks an der Maxim-Gorki-Straße
- 1899 – Bau des Fabrikgebäudes
- 1900 – Fertigstellung des Gebäudes und Umzug der Produktion
- 1906 – Die Söhne Max und Richard Hengst wurden Geschäftsteilhaber.
- 1907 – Bau eines Holzschuppens und Ausbau der Kantine
- 1912 – Erweiterung des Holzplatzes
- 1913 – Bau zweier Geschäftshäuser am Eingang des Fabrikgeländes, Brand in einem Trockenraum
- 1914 – Bau einer Gleisanlage zum Holztransport
- 1919 – 105 Beschäftigte
- 1921 – Ausscheiden des Gründers aus Geschäftsführung
- 1925 – Tod des Gründers Friedrich Hengst
- 1929 – 110 Beschäftigte
- 1930–1933 – 12 Beschäftigte in der Weltwirtschaftskrise
- 1939 – 90 Beschäftigte
- 1943 – Tod von Max Hengst
- 1944 – Tod von Richard Hengst
- 1945 – Demontage der meisten Maschinen des Betriebs
- 1946 – Kauf eines Dampfkessels und Inbetriebnahme der Heizung
- 1946 – 50 Beschäftigte
- 1952 – 82 Beschäftigte
- 1957/1958 – Hochwasser der Gottleuba mit Schäden am Betrieb
- 1961 – Aufnahme der staatlichen Beteiligung
- 1970 – Modernisierung des elektrischen Anschlusses mit 200 KVA Erdkabeln
- 1971 – Übernahme der Geschäftsführung durch Christian Dinter
- 1972 – komplette Verstaatlichung
- 1976 – Eingliederung in das Kombinat Hoch- und Tiefbau Pirna
- 1990 – Privatisierung durch die Treuhand
- 1990 – 65 Beschäftigte
- 2000 – 110 Beschäftigte
- 2003 – Insolvenz
- 2007 – erneute Insolvenz und endgültige Stilllegung der Produktion
- 2018/2020 – Umbau des Fabrikhauptgebäudes zu Wohnzwecken, teilweise Abbruch von Nebenanlagen

## Erhaltene Fabrikgebäude
Nach den Plänen von Paul Ranft entstanden ab 1898 klar gegliederte Backsteinbauten, welche die Fabrik samt Verwaltung (Hauptgebäude) und flankierend zwei Wohn- und Geschäftshäuser (inschriftlich datiert 1913) samt Ausstellungsräumen umfassten. Die repräsentativen Bauten weisen Anklänge an den Jugendstil auf und sind die bedeutendsten erhaltenen Sachzeugen der Industrialisierung in Pirna und als solche ein industriegeschichtliches Denkmal von besonderem Wert. Die Nutzungskontinuität des Gebäudeensembles als holzverarbeitender Betrieb und Fensterhersteller blieb über mehr als 100 Jahre erhalten.